# Félix Banega
Félix Adrián Banega (Rosario, Argentina; 19 de octubre de 1996) es un futbolista argentino. Juega como mediocentro, debutó en Rosario Central y su equipo actual es Bentín Tacna Heroica de la Liga 2 de Perú.

## Trayectoria

### Rosario Central
Debutó el 15 de mayo de 2016 por el Campeonato de Primera División en un empate frente a Quilmes, entrando en el minuto 29' del segundo tiempo bajo la mano de Eduardo Coudet.

### San Martín de San Juan
Fue cedido a préstamo al cuadro cuyano para la temporada 2017-18.Fue dirigido por Nestor Gorosito.
Para el 2024 ficha por Santos FC de Nazca de la Liga 2, logrando ser titular indiscutible en equipo iqueño. Jugó un total de 22 partidos y logró anotar un gol. Se quedó a un paso del ascenso, al perder en semifinales contra Alianza Universidad.

## Clubes
| Club                             | País      | Año         |
| -------------------------------- | --------- | ----------- |
| Rosario Central                  | Argentina | 2016 - 2017 |
| San Martín (San Juan) (Préstamo) | Argentina | 2017 - 2018 |
| Colina (Préstamo)                | Chile     | 2018 - 2019 |
| Central Norte (Préstamo)         | Argentina | 2019 - 2020 |
| Colina (Préstamo)                | Chile     | 2019 - 2020 |
| Ind.Rivadavia (Libre)            | Argentina | 2020 - 2021 |
| Nueva Chicago (Libre)            | Argentina | 2021 - 2022 |
| Búhos ULVR                       | Ecuador   | 2023        |
| Santos FC                        | Perú      | 2024        |
| Bentín Tacna Heroica             | Perú      | 2025 -      |